# Île des Dauphins
Île des Dauphins är en ö i Antarktis. Den ligger i havet utanför Östantarktis. Frankrike gör anspråk på området.